# L'Homme de désir
Pour plus de détails, voir Fiche technique et Distribution.
L'Homme de désir est un film français réalisé par Dominique Delouche en 1969, sorti en 1971.

## Synopsis
Sur la route de Paris, Étienne, écrivain chrétien de quarante ans, prend à bord de sa voiture un beau jeune homme, qui dit s'appeler Rudy et avoir tout perdu à la roulette, au casino de Deauville. Rudy vole dans le portefeuille d'Étienne quelques billets de banque. Étienne lui donne sa carte de visite en cas de besoin ou d'urgence. Ils se voient de nouveau, Étienne exige que Rudy lui rende les billets. Rudy s'enfuit. L'affection paternelle qu'il éprouve pour ce garçon devient de plus en plus ambigüe. Il se confie d'abord à son épouse, Valentine, puis à François, un ami ecclésiastique. Le couple a visiblement une relation ouverte depuis la mort de leur petite fille, et Valentine invite l'homme pour le week-end dans leur maison de campagne. Une relative complicité semble s'établir entre les trois protagonistes. Mais Rudy, dont la principale activité est de traîner dans les rues avec sa bande, organiser des parties de cartes dans un tripot clandestin et dépouiller des hommes à la recherche des jeunes gens, commence rapidement à se sentir étranger de cette demeure bourgeoise cossue.
Étienne tente de le tirer de la délinquance, mais Rudy est agacé qu'il intervienne ainsi dans sa vie. Il l'humilie, le vole, le trompe avec sa femme. De plus en plus conscient du désir d’Étienne à son égard, Rudy ne peut s’empêcher de le haïr, de le mépriser, tout étant attiré par l'opportunité qui lui est offerte de changer son destin. Étienne finit par se sacrifier, en tombant sciemment dans un piège tendu par la bande de Rudy, pour sauver celui qu'il aime.

## Fiche technique
- Titre : L'Homme de désir
- Réalisation : Dominique Delouche
- Assistants réalisateurs :  Renaud de Dancourt / Olivier Ricoeur, Patrick Lambert, Laurent Ferrier
- Scénario et dialogues : Dominique Delouche
- Scripte : Maïté Duport
- Directeur de la photographie : Jean Bourgoin
- Cadreur : Claude Garric
- Photographe de plateau : Georges Nojaroff
- Assistant opérateur : Daniel Karpinski
- Son : Gaston Dolet
- Montage : Maryse Siclier, assistée de Dominique Froissant
- Musique : Johann Sebastian Bach, arrangée et dirigée par Alain Bernaud (au générique : Alain Bernot), interprétée au piano par Jean-Claude Ambrosini
- Editions musicales : Le Rideau Rouge
- Décors : Georges Richard (au générique Georges Richar)
- Costumes : Edwige Legris
- Robes: Molyneux
- Perruques : Molinario
- Producteur : Dominique Delouche
- Directeur de production : Serge Friedman
- Régisseur général : Alain Le Botmel
- Société de production et de distribution  France: Les Films du Buisson
- Société de distribution  Belgique : CVF
- Pays de production :  France
- Durée : 100 minutes
- Tournage : du 13 octobre au 22 novembre 1969.
- Procédé : noir et blanc, 35 mm
- Laboratoire : L.T.C. Saint-Cloud
- Date de sortie :  France : 17 mars 1971
- Nombre d'entrée en France : 20889 spectateurs (1971)
- Visa de contrôle cinématographique : no 36290
- Classification : interdit aux moins de 16 ans

## Distribution
- Éric Laborey : Jean dit Rudy
- Emmanuelle Riva : Valentine
- François Timmerman[1] : Étienne
- André Falcon : le commissaire de police
- Patrice Alexsandre : le chef de la bande
- Alain Dorval
- Marc Oraison : lui-même
- Gérard Averel : un membre de la bande
- Tola Koukoui : un membre de la bande
- Michel Vanesco

## Distinctions

### Récompenses
- Festival de Cannes 1971 (Semaine de la critique) : prix Max-Ophüls[2],[3]

### Sélections
- Festival de Bergame 1970
- Festival d'Hyères 1970

## Production

### Attribution des rôles
En dehors d'acteurs reconnus comme Emmanuelle Riva et André Falcon, Dominique Delouche a choisi des acteurs presque inconnus pour les rôles principaux. Le jeune acteur et metteur en scène Éric Laborey, fait ici sa première apparition au cinéma. Il se suicidera en 1982 à l'âge de 32 ans. François Timmerman (Étienne), acteur et metteur en scène, ne possède qu'une petite filmographie qui s'arrête au milieu des années 1980. Patrice Alexsandre, débute sur le grand écran dans un petit rôle de la bande puis fait une carrière modeste mais régulière avant de mourir accidentellement en 1998 à l'âge de 50 ans.

### Tournage
Le film a été tourné en 1969 dans d'anciens établissements de bains de la rue de Penthièvre transformés en tripot, un terrain vague du quartier du front de Seine,  sur l'île aux Cygnes et les quais de la Seine, au port de Suffren, ainsi que dans un pavillon de la banlieue parisienne.

## Accueil
Le film a reçu un accueil favorable des critiques, notamment Jean-Louis Bory dans Le Nouvel Observateur et Louis Chauvet dans Le Figaro[source insuffisante], mais n'a pas trouvé son public en raison de son sujet controversé.

## Autour du film
Le film fut produit en participation avec les auteurs, les acteurs et les techniciens.

## Analyse
- Si vous ne connaissez pas le sujet, laissez ce bandeau (vous pouvez alors contacter les auteurs).
- Si vous supprimez le contenu mis en cause (vous pouvez préalablement contacter les auteurs),

argumentez précisément cette suppression dans la page de discussion
(un manque de référence n'est pas un argument ; une recherche réelle de référence doit avoir été effectuée, être formellement documentée).

### Épigraphe du film
« Soyez des hommes de désir. »

— Livre de Daniel
Cette épigraphe d'origine biblique explicite le double sens du titre. Dans l'Ancien Testament, Dieu appela son prophète Daniel « un homme de désir », parce qu'il était assoiffé de la réalisation de la parole de Dieu avec une telle force, que c'en était assez pour changer l'atmosphère spirituelle au-dessus de tout Babylone. Mais, plus important encore, ce fut Daniel qui annonça la venue du Messie sur terre pour sauver l'humanité.

### La couleur et la musique dans le film
L'Homme de désir est l'un des trois longs métrages de Dominique Delouche, connu pour ses nombreux documentaires sur la danse et la musique. Les cours de piano et chant classique et sa passion pour le ballet ont exercé une grande influence sur la formation du goût esthétique du futur réalisateur, complétés par ses études aux Beaux-Arts.
L'Homme de désir marqué du sceau de la personnalité créatrice du maître n'est pas si simple avec son sens philosophique, moral et social. Il est aussi original et raffiné en termes artistiques. Dominique Delouche n'a pas opté pour le noir et blanc par hasard. L'appel à l'intemporel, à l'Absolu, suggère déjà la rigueur et la noblesse de la combinaison classique de noir et blanc.[pas clair] Ces deux couleurs opposées renforcent le contraste explicite entre l'homme du monde civilisé et le jeune délinquant. La combinaison du noir et blanc accentue également les détails et rend la scène avec le brouillard particulièrement photogénique. Cette paire symbolique crée des illusions d'optique surprenantes : elle épaissit l'obscurité sinistre des scènes de nuit, brouille les lignes de la réalité, souligne l'inévitabilité des événements. À plusieurs reprises, le film apparaît comme un cauchemar éveillé (le dernier quart d’heure est ainsi effrayant, presque mystique).
La musique classique participe à la création de l'ambiance du film. Dominique Delouche a choisi les préludes du Clavier bien tempéré de Johann Sebastian Bach. Le thème triste de l'Andante du Prélude en si bémol mineur, BWV 867, dont le leitmotiv traverse tout le film, passant à l'Allegro du Prélude en ut mineur, BWV 847, avec l'augmentation de la tension et l'approche du dénouement, préfigurent dès les premières images du film sa fin tragique.

## Rééditions
DVD paru chez Doriane Films en 2010.